# Pontos de Lagrange

Pontos de Lagrange no sistema Sol-Terra (sem escala). A órbita da Terra aqui é no sentido anti-horário

Um gráfico de contorno do potencial efetivo devido à gravidade e à força centrífuga de um sistema de dois corpos em um referencial rotativo. As setas indicam os gradientes descendentes do potencial em torno dos cinco pontos de Lagrange, em direção a eles (vermelho) e longe deles (azul). Contra-intuitivamente, os pontos L_{4} e L_{5} são os pontos altos do potencial. Nos próprios pontos, essas forças são equilibradas

Um exemplo de uma nave espacial em Sol-Terra L2
WMAP
Terra

Na mecânica celeste, os pontos de Lagrange (também conhecidos como pontos de lagrangeanos ou pontos de libração) são pontos de equilíbrio para objetos de pequena massa sob a influência gravitacional de dois corpos massivos em órbita. Matematicamente, isso envolve a solução do problema restrito de três corpos.
Normalmente, os dois corpos massivos exercem uma força gravitacional desequilibrada em um ponto, alterando a órbita do que quer que esteja naquele ponto. Nos pontos de Lagrange, as forças gravitacionais dos dois grandes corpos e a força centrífuga se equilibram. Isso pode tornar os pontos de Lagrange uma excelente localização para satélites, pois poucas correções de órbita são necessárias para manter a órbita desejada.
Para qualquer combinação de dois corpos orbitais, existem cinco pontos de Lagrange, L1 a L5, todos no plano orbital dos dois grandes corpos. Existem cinco pontos de Lagrange para o sistema Sol-Terra e cinco pontos de Lagrange diferentes para o sistema Terra-Lua. L1, L2 e L3 estão na linha que passa pelos centros dos dois grandes corpos, enquanto L4 e L5 atuam cada um como o terceiro vértice de um triângulo equilátero formado com os centros dos dois grandes corpos.
Quando a proporção de massa dos dois corpos é grande o suficiente, os pontos L4 e L5 são pontos estáveis, o que significa que os objetos podem orbitá-los e que eles têm a tendência de atrair objetos para eles. Vários planetas têm asteroides troianos perto de seus pontos L4 e L5 em relação ao Sol; Júpiter tem mais de um milhão desses troianos.
Alguns pontos de Lagrange estão sendo usados para exploração espacial. Dois importantes pontos de Lagrange no sistema Sol-Terra são L1, entre o Sol e a Terra, e L2, na mesma linha no lado oposto da Terra; ambos estão bem fora da órbita da Lua. Atualmente, um satélite artificial chamado Deep Space Climate Observatory (DSCOVR) está localizado em L1 para estudar o vento solar vindo do Sol em direção à Terra e monitorar o clima da Terra, tirando imagens e enviando-as de volta. O Telescópio Espacial James Webb, um poderoso observatório espacial, está localizado em L2. Isso permite que o grande protetor solar do satélite proteja o telescópio da luz e do calor do Sol e da Terra (e da Lua).

## História
Os três pontos colineares de Lagrange (L1, L2, L3) foram descobertos por Leonhard Euler por volta de 1750, uma década antes de Joseph-Louis Lagrange descobrir os dois restantes.
Em 1772, Lagrange publicou um "Ensaio sobre o problema dos três corpos". No primeiro capítulo, ele considerou o problema geral dos três corpos. A partir disso, no segundo capítulo, ele demonstrou duas soluções especiais de padrão constante, a colinear e a equilátera, para quaisquer três massas, com órbitas circulares.

## Pontos de Lagrange
Os cinco pontos de Lagrange são rotulados e definidos da seguinte forma:

### Ponto L1
O ponto L1 encontra-se na linha definida entre as duas grandes massas M1 e M2. É o ponto onde a atração gravitacional de M2 e a de M1 se combinam para produzir um equilíbrio. Um objeto que orbita o Sol mais próximo do que a Terra normalmente teria um período orbital mais curto do que a Terra, mas isso ignora o efeito da atração gravitacional da Terra. Se o objeto estiver diretamente entre a Terra e o Sol, a gravidade da Terra neutraliza parte da atração do Sol sobre o objeto, aumentando o período orbital do objeto. Quanto mais próximo da Terra o objeto estiver, maior será esse efeito. No ponto L1, o período orbital do objeto torna-se exatamente igual ao período orbital da Terra. L1 está a cerca de 1.5 milhão de kms, ou 0.01 UA, da Terra na direção do Sol.

### Ponto L2
O ponto L2 está na linha que passa pelas duas grandes massas além da menor das duas. Aqui, as forças gravitacionais combinadas das duas grandes massas equilibram o efeito centrífugo em um corpo em L2. No lado oposto da Terra ao Sol, o período orbital de um objeto normalmente seria maior que o da Terra. A atração extra da gravidade da Terra diminui o período orbital do objeto e, no ponto L2, esse período orbital torna-se igual ao da Terra. Como L1, L2 está a cerca de 1.5 milhão de kms ou 0.01 UA da Terra (longe do Sol). Um exemplo em L2 é o Telescópio Espacial James Webb, projetado para operar perto da Terra-Sol em L2. Exemplos anteriores incluem o Wilkinson Microwave Anisotropy Probe e seu sucessor, Planck.

### Ponto L3
O ponto L3 encontra-se na linha definida pelas duas grandes massas, além da maior das duas. Dentro do sistema Sol-Terra, o ponto L3 existe no lado oposto do Sol, um pouco fora da órbita da Terra e um pouco mais próximo do centro do Sol do que a Terra. Essa colocação ocorre porque o Sol também é afetado pela gravidade da Terra e, portanto, orbita em torno do baricentro dos dois corpos, que está bem dentro do corpo do Sol. Um objeto à distância da Terra ao Sol teria um período orbital de um ano se apenas a gravidade do Sol fosse considerada. Mas um objeto no lado oposto do Sol e da Terra e diretamente alinhado com ambos "sente" a gravidade da Terra aumentando ligeiramente a do Sol e, portanto, deve orbitar um pouco mais longe do baricentro da Terra e do Sol para ter o mesmo período de um ano. É no ponto L3 que a atração combinada da Terra e do Sol faz com que o objeto orbite com o mesmo período da Terra, na verdade orbitando uma massa Terra+Sol com o baricentro Terra-Sol em um dos focos de sua órbita.

### Ponto L4e L5

Acelerações gravitacionais em L_{4}

Os pontos L4 e L5 estão nos terceiros vértices dos dois triângulos equiláteros no plano da órbita cuja base comum é a linha entre os centros das duas massas, de modo que o ponto esteja 60° à frente de (L4) ou atrás de (L5) a massa menor em relação à sua órbita em torno da massa maior.

### Estabilidade
Os pontos triangulares (L4 e L5) são equilíbrios estáveis, desde que a razão de ⁠M1/M2⁠ seja maior que 24.96. Este é o caso do sistema Sol-Terra, do sistema Sol-Júpiter e, por uma margem menor, do sistema Terra-Lua. Quando um corpo nesses pontos é perturbado, ele se afasta do ponto, mas o fator oposto daquele que é aumentado ou diminuído pela perturbação (seja a gravidade ou a velocidade induzida pelo momento angular) também aumentará ou diminuirá, curvando o caminho do objeto em uma órbita estável em forma de feijão em torno do ponto (como visto no quadro de referência co-rotativo).
Os pontos L1, L2 e L3 são posições de equilíbrio instável. Qualquer objeto orbitando em L2 ou L3 tenderá sair da órbita; portanto, é raro encontrar objetos naturais lá, e as sondas espaciais que habitam essas áreas devem empregar uma quantidade pequena, mas crítica, de manutenção de estação para manter sua posição.

## Objetos naturais em pontos de Lagrange
Devido à estabilidade natural de L4 e L5, é comum que objetos naturais sejam encontrados orbitando nesses pontos de Lagrange de sistemas planetários. Os objetos que habitam esses pontos são genericamente referidos como 'troianos' ou 'asteroides troianos'. O nome deriva dos nomes que foram dados aos asteroides descobertos orbitando nos pontos Sol-Júpiter L4 e L5, que foram tirados de personagens mitológicos que aparecem na Ilíada de Homero, um poema épico ambientado durante a Guerra de Troia. Asteroides no ponto L4, à frente de Júpiter, são nomeados em homenagem a personagens gregos na Ilíada e referidos como o "campo grego". Aqueles no ponto L5 recebem o nome de personagens troianos e são chamados de "campo troiano". Ambos os campos são considerados tipos de corpos troianos.
Como o Sol e Júpiter são os dois objetos mais massivos do Sistema Solar, existem mais troianos Sol-Júpiter do que para qualquer outro par de corpos. No entanto, um número menor de objetos é conhecido nos pontos de Lagrange de outros sistemas orbitais:
- Os pontos Sol-Terra L4 e L5 contêm poeira interplanetária e pelo menos dois asteroides, 2010 TK7 e 2020 XL5.[10][11][12]
- Os pontos Terra-Lua L4 e L5 contêm concentrações de poeira interplanetária, conhecidas como nuvens de Kordylewski.[13][14] A estabilidade nesses pontos específicos é muito complicada pela influência gravitacional solar.[15]
- Os pontos Sol-Netuno L4 e L5 contêm várias dezenas de objetos conhecidos, os troianos de Netuno.[16]
- Marte tem quatro troianos de Marte aceitos: 5261 Eureka, 1999 UJ7, 1998 VF31 e 2007 NS2.
- A lua de Saturno, Tétis, tem duas luas menores de Saturno em seus pontos L4 e L5, Telesto e Calipso. Outra lua de Saturno, Dione também tem dois coorbitais Lagrange, Helene em seu ponto L4 e Polideuces em L5. As luas vagam azimutalmente sobre os pontos de Lagrange, com Polideuces descrevendo os maiores desvios, movendo-se até 32° de distância do ponto Saturno-Dione no L5.
- Uma versão da hipótese do grande impacto postula que um objeto chamado Theia se formou no ponto Sol-Terra L4 ou L5 e colidiu com a Terra depois que sua órbita se desestabilizou, formando a Lua.[17]
- Em estrelas binárias, o lóbulo de Roche tem seu ápice localizado em L1; se uma das estrelas se expandir além de seu lóbulo de Roche, ela perderá matéria para sua estrela companheira, conhecida como transbordamento do lóbulo de Roche.

Objetos que estão em órbitas de ferradura às vezes são erroneamente descritos como troianos, mas não ocupam pontos de Lagrange. Objetos conhecidos em órbitas de ferradura incluem 3753 Cruithne com a Terra e as luas de Saturno, Epimeteu e Jano.

## Detalhes físicos e matemáticos

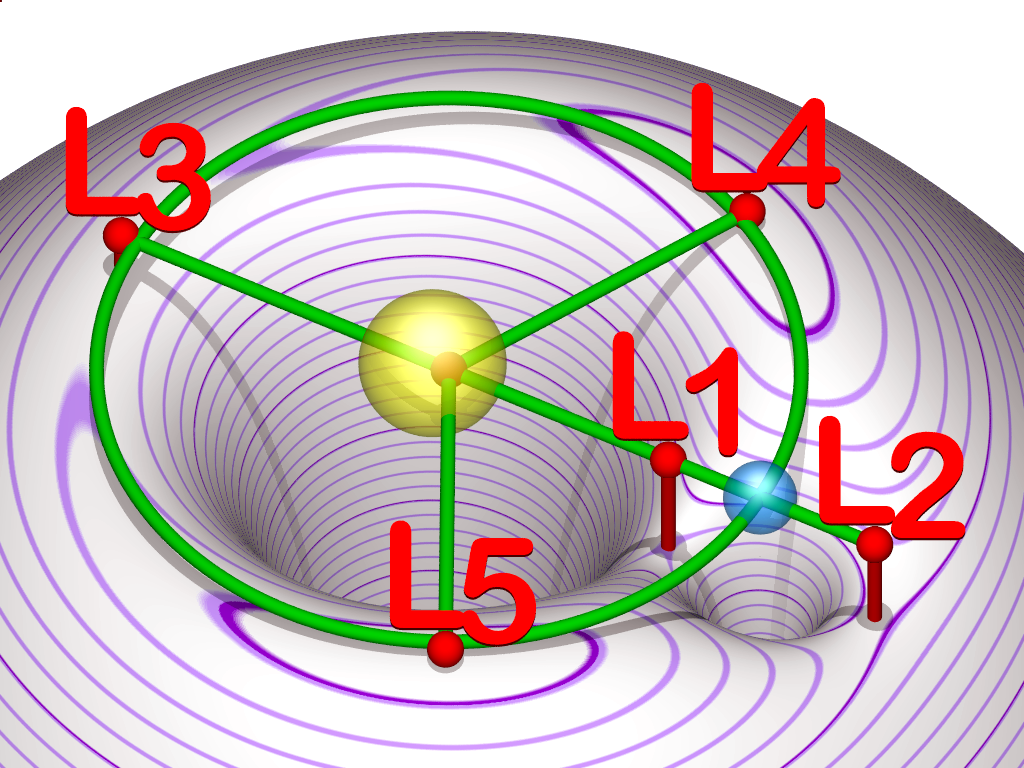
Visualização da relação entre os pontos de Lagrange (vermelho) de um planeta (azul) orbitando uma estrela (amarelo) no sentido anti-horário e o potencial efetivo no plano que contém a órbita (modelo de folha de borracha cinza com contornos roxos de igual potencial)
Clique para animação

Os pontos de Lagrange são as soluções de padrão constante do problema restrito de três corpos. Por exemplo, dados dois corpos maciços em órbitas em torno de seu baricentro comum, há cinco posições no espaço onde um terceiro corpo, de massa comparativamente desprezível, poderia ser colocado de modo a manter sua posição relativa aos dois corpos maciços. Isso ocorre porque as forças gravitacionais combinadas dos dois corpos maciços fornecem a força centrípeta exata necessária para manter o movimento circular que corresponde ao seu movimento orbital.
Alternativamente, quando visto em um referencial rotativo que corresponde à velocidade angular dos dois corpos em co-órbita, nos pontos de Lagrange, os campos gravitacionais combinados de dois corpos maciços equilibram a pseudo-força centrífuga, permitindo que o terceiro corpo menor permaneça estacionário (neste quadro) em relação aos dois primeiros.

### L1
A localização de L1 é a solução para a seguinte equação, a gravitação fornecendo a força centrípeta:
{\displaystyle {\frac {M_{1}}{(R-r)^{2}}}-{\frac {M_{2}}{r^{2}}}=\left({\frac {M_{1}}{M_{1}+M_{2}}}R-r\right){\frac {M_{1}+M_{2}}{R^{3}}}}
onde r é a distância do ponto L1 do objeto menor, R é a distância entre os dois objetos principais e M1 e M2 são as massas do objeto grande e pequeno, respectivamente. A quantidade entre parênteses à direita é a distância de L1 do centro de massa. A solução para r é a única raiz real da seguinte função quíntica
{\displaystyle x^{5}-(2+\mu )x^{4}+(1+2\mu )x^{3}-(1-\mu )x^{2}+2(\mu -1)x+\mu -1=0}
onde
{\displaystyle \mu ={\frac {M_{1}}{M_{1}+M_{2}}}}
e
{\displaystyle x={\frac {r}{R}}}
No entanto, se a massa do objeto menor (M2) for muito menor que a massa do objeto maior (M1), então L1 e L2 estão aproximadamente a distâncias iguais r do objeto menor, igual ao raio da esfera de Hill, dado por:
{\displaystyle r\approx R{\sqrt[{3}]{\frac {M_{2}}{3M_{1}}}}}
Também podemos escrever isso como:
{\displaystyle {\frac {M_{2}}{r^{3}}}\approx 3{\frac {M_{1}}{R^{3}}}}
Como o efeito de maré de um corpo é proporcional à sua massa dividida pela distância ao cubo, isso significa que o efeito de maré do corpo menor no ponto L1 ou no ponto L2 é cerca de três vezes aquele corpo. Podemos também escrever:
{\displaystyle \rho _{2}(d_{2}/r)^{3}\approx 3\rho _{1}(d_{1}/R)^{3}}
onde ρ1 e ρ2 são as densidades médias dos dois corpos e {\displaystyle d_{1}} e {\displaystyle d_{2}} são seus diâmetros. A razão entre o diâmetro e a distância dá o ângulo subentendido pelo corpo, mostrando que, vistos a partir desses dois pontos de Lagrange, os tamanhos aparentes dos dois corpos serão semelhantes, especialmente se a densidade do menor for cerca de três vezes a do maior, como no caso da Terra e do Sol.
Esta distância pode ser descrita como sendo tal que o período orbital, correspondente a uma órbita circular com esta distância como raio em torno de M2 na ausência de M1, é o de M2 em torno de M1, dividido por √3 ≈ 1.73:
{\displaystyle T_{s,M_{2}}(r)={\frac {T_{M_{2},M_{1}}(R)}{\sqrt {3}}}.}

### L2

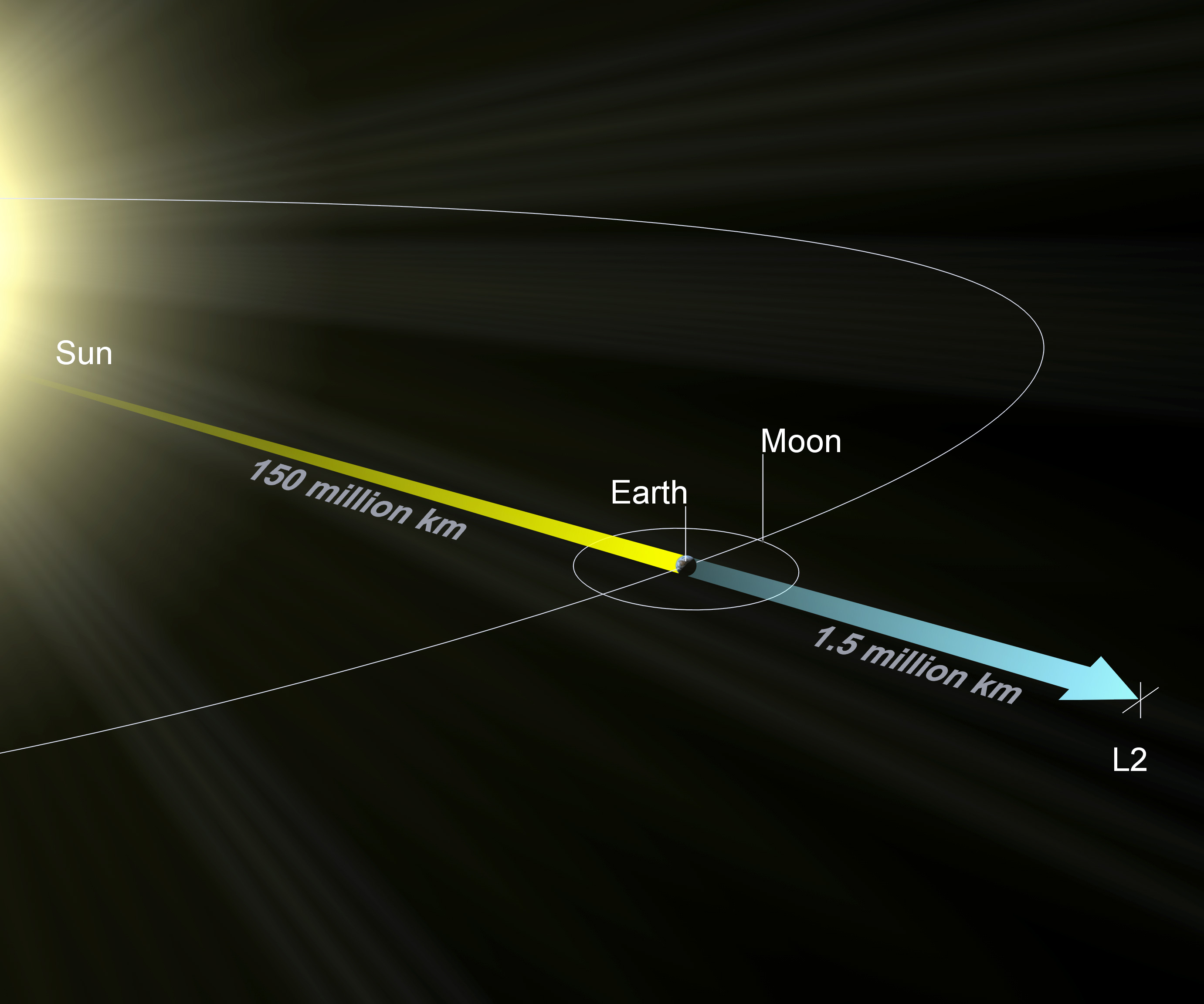
O ponto de Lagrange L_{2} para o sistema Sol-Terra

A localização de L2 é a solução para a seguinte equação, a gravitação fornecendo a força centrípeta:
{\displaystyle {\frac {M_{1}}{(R+r)^{2}}}+{\frac {M_{2}}{r^{2}}}=\left({\frac {M_{1}}{M_{1}+M_{2}}}R+r\right){\frac {M_{1}+M_{2}}{R^{3}}}}
com parâmetros definidos como para o caso L1. A equação quíntica correspondente é
{\displaystyle r^{5}+r^{4}(3-\mu )+r^{3}(3-2\mu )-r^{2}(\mu )-r(2\mu )-\mu =0}
Novamente, se a massa do objeto menor (M2) for muito menor que a massa do objeto maior (M1), então L2 está aproximadamente no raio da esfera de Hill, dado por:
{\displaystyle r\approx R{\sqrt[{3}]{\frac {M_{2}}{3M_{1}}}}}
As mesmas observações sobre influência das marés e tamanho aparente se aplicam ao ponto L1. Por exemplo, o raio angular do Sol visto de L2 é arcsin(695.5×103/151.1×106) ≈ 0.264°, enquanto o da Terra é arcsin(6371/1.5×106) ≈ 0.242°. Olhando para o Sol de L2, vê-se um eclipse anular. É necessário que uma sonda espacial, como Gaia, siga uma órbita de Lissajous ou uma órbita de halo em torno de L2 para que seus painéis solares recebam luz solar.

### L3
A localização de L3 é a solução para a seguinte equação, a gravitação fornecendo a força centrípeta:
{\displaystyle {\frac {M_{1}}{\left(R-r\right)^{2}}}+{\frac {M_{2}}{\left(2R-r\right)^{2}}}=\left({\frac {M_{2}}{M_{1}+M_{2}}}R+R-r\right){\frac {M_{1}+M_{2}}{R^{3}}}}
com os parâmetros M1, M2 e R definidos como para os casos L1, L2 e r agora indica a distância de L3 da posição do objeto menor, se ele fosse girado 180 graus em torno do objeto maior, enquanto r positivo implicando que L3 é mais perto do objeto maior do que do objeto menor. Se a massa do objeto menor (M2) for muito menor que a massa do objeto maior (M1), então:
{\displaystyle r\approx R{\frac {7M_{2}}{12M_{1}}}}

### L4e L5
A razão pela qual esses pontos estão em equilíbrio é que em L4 e L5 as distâncias para as duas massas são iguais. Consequentemente, as forças gravitacionais dos dois corpos massivos estão na mesma proporção que as massas dos dois corpos e, portanto, a força resultante atua através do baricentro do sistema; além disso, a geometria do triângulo garante que a aceleração resultante seja para a distância do baricentro na mesma proporção que para os dois corpos massivos. Sendo o baricentro o centro de massa e o centro de rotação do sistema de três corpos, essa força resultante é exatamente a necessária para manter o corpo menor no ponto de Lagrange em equilíbrio orbital com os outros dois corpos maiores do sistema (de fato, o terceiro corpo precisa ter massa desprezível). A configuração triangular geral foi descoberta por Joseph-Louis Lagrange trabalhando no problema de três corpos.

### Aceleração radial

Aceleração radial líquida de um ponto que orbita ao longo da linha Terra-Lua

A aceleração radial a de um objeto em órbita em um ponto ao longo da linha que passa por ambos os corpos é dada por:
{\displaystyle a=-{\frac {GM_{1}}{r^{2}}}\operatorname {sgn}(r)+{\frac {GM_{2}}{(R-r)^{2}}}\operatorname {sgn}(R-r)+{\frac {G{\bigl (}(M_{1}+M_{2})r-M_{2}R{\bigr )}}{R^{3}}}}
onde r é a distância do grande corpo M1, R é a distância entre os dois objetos principais e sgn(x) é a função sinal de x. Os termos desta função representam respectivamente: força de M1; força de M2; e força centrípeta. Os pontos L3, L1 e L2 ocorrem onde a aceleração é zero, veja o gráfico à direita. A aceleração positiva é a aceleração para a direita do gráfico e a aceleração negativa é para a esquerda; é por isso que a aceleração tem sinais opostos em lados opostos dos poços de gravidade.

## Estabilidade
Embora os pontos L1, L2 e L3 sejam nominalmente instáveis, existem órbitas periódicas quase estáveis chamadas órbitas de halo em torno desses pontos em um sistema de três corpos. Um sistema dinâmico completo de n-corpos, como o Sistema Solar, não contém essas órbitas periódicas, mas contém órbitas quase periódicas (ou seja, limitadas, mas não repetidas com precisão) seguindo trajetórias da curva de Lissajous. Essas órbitas quase periódicas de Lissajous são o que a maioria das missões espaciais em pontos de Lagrange usaram até agora. Embora não sejam perfeitamente estáveis, um esforço modesto de manutenção da estação mantém uma sonda espacial em uma órbita de Lissajous desejada por um longo tempo.
Para missões Sol-Terra-L1, é preferível que a sonda espacial esteja em uma órbita de Lissajous de grande amplitude (100.000-200.000 km) em torno de L1 do que permanecer em L1, porque a linha entre o Sol e a Terra tem aumento da interferência solar nas comunicações Terra-sonda espacial. Da mesma forma, uma órbita de Lissajous de grande amplitude em torno de L2 mantém uma sonda fora da sombra da Terra e, portanto, garante a iluminação contínua de seus painéis solares.
Os pontos L4 e L5 são estáveis desde que a massa do corpo primário (por exemplo, a Terra) seja pelo menos 25 vezes a massa do corpo secundário (por exemplo, a Lua), e a massa do secundário é pelo menos 10 vezes do terciário (por exemplo, o satélite). A Terra tem mais de 81 vezes a massa da Lua (a Lua tem 1.23% da massa da Terra). Embora os pontos L4 e L5 sejam encontrados no topo de uma "colina", como no gráfico de contorno de potencial efetivo acima, eles são, no entanto, estáveis. A razão para a estabilidade é um efeito de segunda ordem: à medida que um corpo se afasta da posição exata de Lagrange, a aceleração de Coriolis (que depende da velocidade de um objeto em órbita e não pode ser modelada como um mapa de contorno) curva a trajetória em um caminho ao redor (em vez de longe) do ponto. Como a fonte de estabilidade é a força de Coriolis, as órbitas resultantes podem ser estáveis, mas geralmente não são planas, mas "tridimensionais": elas se situam em uma superfície deformada que cruza o plano da eclíptica. As órbitas em forma de rim normalmente mostradas aninhadas em torno de L4 e L5 são as projeções das órbitas em um plano (por exemplo, a eclíptica) e não as órbitas 3-D completas.

## Valores do Sistema Solar

Sol-planeta em Lagrange aponta para a escala (Clique para pontos mais claros)

Esta tabela lista valores de amostra de L1, L2 e L3 dentro do Sistema Solar. Os cálculos assumem que os dois corpos orbitam em um círculo perfeito com separação igual ao semieixo maior e nenhum outro corpo está próximo. As distâncias são medidas a partir do centro de massa do corpo maior (mas veja baricentro especialmente no caso da Lua e Júpiter) com L3 mostrando uma direção negativa. As colunas de porcentagem mostram a distância da órbita em comparação com o semieixo maior. Por exemplo, para a Lua, L1 está a 326.400 km do centro da Terra, que é 84.9% da distância Terra-Lua ou 15.1% "na frente de" (na direção da Terra) da Lua; L2 está localizado a 448.900 km do centro da Terra, que é 116.8% da distância Terra-Lua ou 16.8% além da Lua; e L3 está localizado a −381.700 km do centro da Terra, que é 99.3% da distância Terra-Lua ou 0.7084% dentro (em direção à Terra) da posição 'negativa' da Lua.
| corpo par    | Semieixo maior, SMA (×109 m) | L1 (×109 m) | 1 − L1/SMA (%) | L2 (×109 m) | L2/SMA − 1 (%) | L3 (×109 m) | 1 + L3/SMA (%) |
| ------------ | ---------------------------- | ----------- | -------------- | ----------- | -------------- | ----------- | -------------- |
| Terra–Lua    | 0.3844                       | 0.32639     | 15.09          | 0.4489      | 16.78          | −0.38168    | 0.7084         |
| Sol–Mercúrio | 57.909                       | 57.689      | 0.3806         | 58.13       | 0.3815         | −57.909     | 0.000009683    |
| Sol–Vênus    | 108.21                       | 107.2       | 0.9315         | 109.22      | 0.9373         | −108.21     | 0.0001428      |
| Sol–Terra    | 149.598                      | 148.11      | 0.997          | 151.1       | 1.004          | −149.6      | 0.0001752      |
| Sol–Marte    | 227.94                       | 226.86      | 0.4748         | 229.03      | 0.4763         | −227.94     | 0.00001882     |
| Sol–Júpiter  | 778.34                       | 726.45      | 6.667          | 832.65      | 6.978          | −777.91     | 0.05563        |
| Sol–Saturno  | 1426.7                       | 1362.5      | 4.496          | 1492.8      | 4.635          | −1426.4     | 0.01667        |
| Sol–Urano    | 2870.7                       | 2801.1      | 2.421          | 2941.3      | 2.461          | −2870.6     | 0.002546       |
| Sol–Netuno   | 4498.4                       | 4383.4      | 2.557          | 4615.4      | 2.602          | −4498.3     | 0.003004       |

## Aplicações de voos espaciais

### Sol–Terra

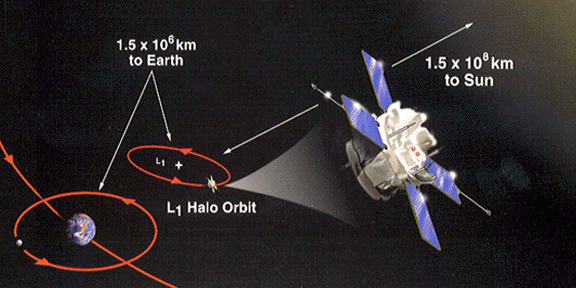
O satélite ACE em uma órbita ao redor do Sol-Terra em L_{1}

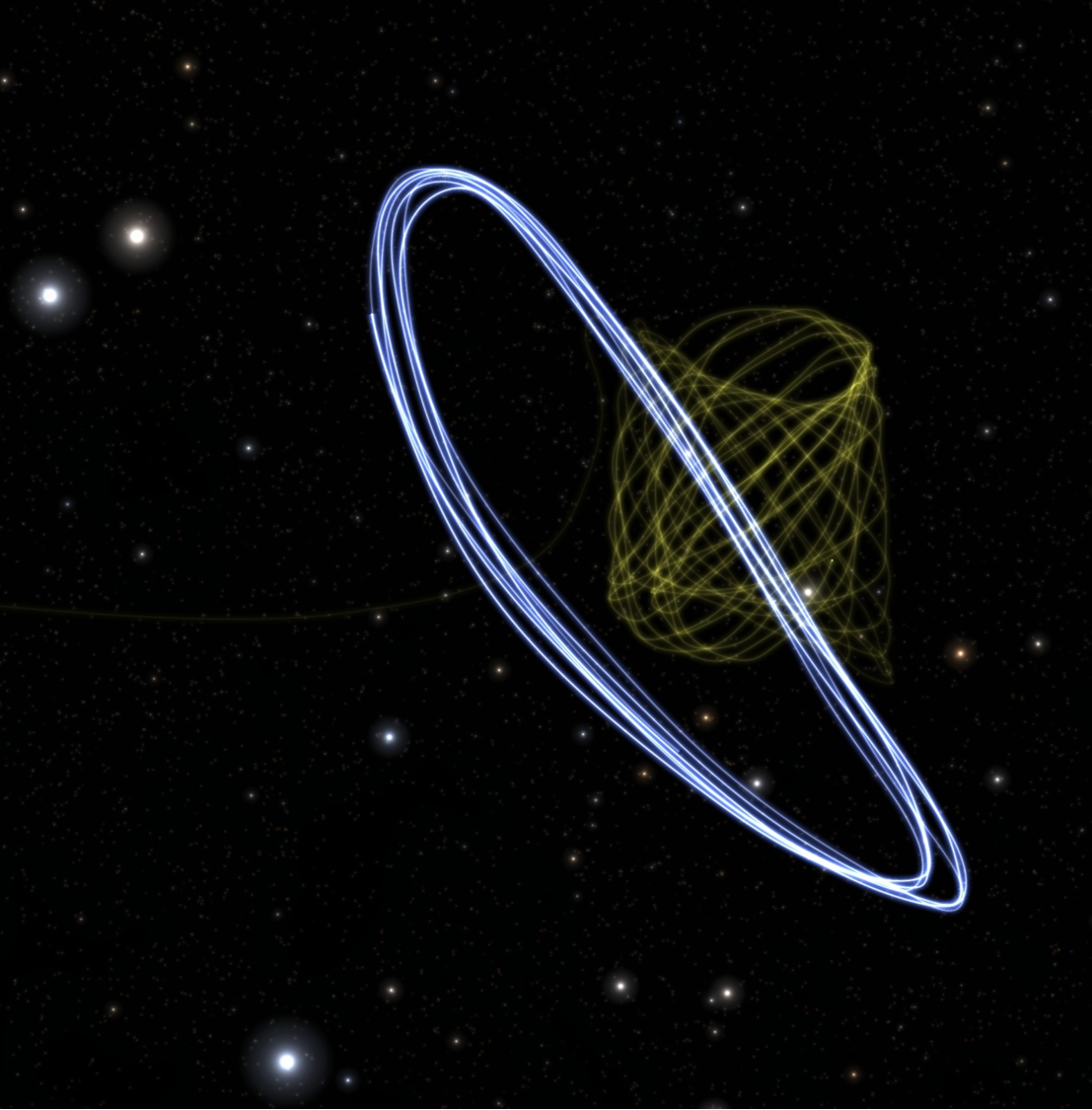
Gaia (amarelo) e Telescópio Espacial James Webb (azul) orbitam em torno do Sol-Terra em L_{2}

Sol–Terra L1 é adequado para fazer observações do sistema Sol-Terra. Os objetos aqui nunca são sombreados pela Terra ou pela Lua e, ao observar a Terra, sempre visualizam o hemisfério iluminado pelo Sol. A primeira missão deste tipo foi a missão International Sun Earth Explorer 3 (ISEE-3) de 1978, usada como um monitor interplanetário de alerta precoce de tempestades para distúrbios solares. Desde junho de 2015, o DSCOVR orbita o ponto L1. Por outro lado, também é útil para telescópios solares baseados no espaço, porque fornece uma visão ininterrupta do Sol e qualquer clima espacial (incluindo o vento solar e ejeções de massa coronal) atinge L1 até uma hora antes da Terra. As missões solares e heliosféricas atualmente localizadas em torno de L1 incluem o Solar and Heliospheric Observatory, Wind e o Advanced Composition Explorer. As missões planejadas incluem a Interstellar Mapping and Acceleration Probe (IMAP) e o NEO Surveyor.
Sol–Terra L2 é um bom local para observatórios espaciais. Como um objeto em torno de L2 manterá a mesma posição relativa em relação ao Sol e à Terra, a blindagem e a calibração são muito mais simples. É, no entanto, um pouco além do alcance da umbra da Terra, então a radiação solar não é completamente bloqueada em L2. As sodas espaciais geralmente orbitam em torno de L2, evitando eclipses parciais do Sol para manter uma temperatura constante. De locais próximos a L2, o Sol, a Terra e a Lua estão relativamente próximos no céu; isso significa que um guarda-sol grande com o telescópio no lado escuro pode permitir que o telescópio esfrie passivamente até cerca de 50 K, isso é especialmente útil para astronomia infravermelha e observações do fundo cósmico de micro-ondas. O Telescópio Espacial James Webb foi posicionado em uma órbita de halo sobre L2 em 24 de janeiro de 2022.
Sol–Terra L1 e L2 são pontos de sela e exponencialmente instáveis com constante de tempo de aproximadamente 23 dias. Os satélites nestes pontos irão se desviar em alguns meses, a menos que sejam feitas correções de curso.
Sol–Terra L3 era um lugar popular para colocar uma "Contra–Terra" em ficção científica pulp e revistas em quadrinhos, apesar do fato de que a existência de um corpo planetário neste local tinha sido entendida como uma impossibilidade uma vez que a mecânica orbital e as perturbações de os planetas nas órbitas uns dos outros passaram a ser compreendidos muito antes da Era Espacial; a influência de um corpo do tamanho da Terra em outros planetas não teria passado despercebida, nem o fato de que os focos da elipse orbital da Terra não estariam em seus lugares esperados, devido à massa da contra–Terra. O Sol–Terra L3, no entanto, é um ponto de sela fraco e exponencialmente instável com constante de tempo de aproximadamente 150 anos. Além disso, não poderia conter um objeto natural, grande ou pequeno, por muito tempo porque as forças gravitacionais dos outros planetas são mais fortes que a da Terra (por exemplo, Vênus chega a 0.3 UA deste L3 a cada 20 meses).
Uma sonda espacial orbitando perto do Sol–Terra L3 seria capaz de monitorar de perto a evolução das regiões ativas de manchas solares antes que elas girassem para uma posição geoefetiva, de modo que um aviso antecipado de sete dias pudesse ser emitido pelo Space Weather Prediction Center do NOAA. Além disso, um satélite próximo ao Sol–Terra L3 forneceria observações muito importantes não apenas para previsões da Terra, mas também para suporte ao espaço profundo (previsões de Marte e para missões tripuladas a asteroides próximos à Terra). Em 2010, as trajetórias de transferência de sondas espaciais para o Sol–Terra L3 foram estudadas e vários projetos foram considerados.

### Terra–Lua
Terra–Lua L1 permite acesso comparativamente fácil às órbitas lunares e terrestres com mudança mínima na velocidade e isso tem como vantagem posicionar uma estação espacial habitável destinada a ajudar no transporte de carga e pessoal para a Lua e vice-versa. A missão SMART-1 passou pelo Ponto de Lagrange L1 em 11 de novembro de 2004 e entrou na área dominada pela influência gravitacional da Lua.
Terra–Lua L2 foi usado para um satélite de comunicações cobrindo o lado oculto da Lua, por exemplo, Queqiao, lançado em 2018, e seria "um local ideal" para um depósito de propelente como parte do espaço proposto baseado em depósito arquitetura de transporte.
Terra–Lua L4 e L5 são os locais das nuvens de poeira de Kordylewski. O nome da Sociedade L5 vem dos pontos de Lagrange L4 e L5 no sistema Terra–Lua propostos como locais para seus enormes habitats espaciais rotativos. Ambas as posições também são propostas para satélites de comunicação cobrindo a Lua, assim como satélites de comunicação em órbita geossíncrona cobrem a Terra.

### Sol–Vênus
Cientistas da Fundação B612 estavam planejando usar o ponto L3 de Vênus para posicionar seu planejado telescópio espacial Sentinel, que visava olhar para trás em direção à órbita da Terra e compilar um catálogo de asteroides próximos à Terra.

### Sol–Marte
Em 2017, a ideia de posicionar um escudo dipolo magnético no ponto Sol–Marte L1 para uso como uma magnetosfera artificial para Marte foi discutida em uma conferência da NASA. A ideia é que isso protegeria a atmosfera do planeta da radiação do Sol e dos ventos solares.